# Vroz
VROZ는 VTuber 전문 언론사이다. 본사는 경기도 성남시 수정구 청계산로 686에 위치해있다.